# Josep Puig (organista)
Josep Puig fou un prevere, organista català del segle XVII.
Va ser mestre interí i organista de la capella de Santa Maria de Mataró l'any 1670. No obstant això, la comunitat de preveres, amb el concurs de la Universitat, el van cessar, juntament amb el mestre de capella Llop Simó, l'abril de 1699, davant la seva reiterada negativa a entregar les claus de l'orgue.